# Голубая бусинка
«Голубая бусинка» (в оригинале — «Karolcia») — детская повесть польской писательницы Марии Крюгер, написанная в 1959 году. Входит в список обязательной литературы школьной программы для детей начальных классов (7-9 лет) в Польше. Была переведена на множество языков, русский перевод впервые был опубликован в 1961 году.

## Сюжет
Главная героиня, восьмилетняя девочка Каролинка (в оригинале — Карольча), находит волшебную голубую бусинку, которая исполняет все её желания. Девочка и её друг Петрик используют бусинку, чтобы выполнить свои детские пожелания, но затем их намерения становятся всё более серьёзными, дети стараются приносить добро и другим людям. Их ждут различные приключения в борьбе со злой ведьмы Филоменой, которая также желает заполучить волшебную бусинку. На протяжении книги бусинка становится все бледнее и говорит Каролинке, что в конечном итоге она исчезнет. Каролинка очень расстроена и понимает, что в первое время бездумно тратила силы бусинки. Они с Петриком решают не быть эгоистичными в своем последнем желании, а пожелать, чтобы исполнились мечты других людей, что, среди прочего, приводит к тому, что все дети в городе получают новые игрушки и выздоравливают в больнице.

## Продолжение
Успех книги побудил Марию Крюгер написать продолжение «Привет, Каролинка!» (1970, русский перевод вышел в 1973 году), рассказывающий о судьбах героев первой части. В 2009 году продолжить полюбившуюся детям серию книг решил писатель Кшиштоф Зенчик, написавший повесть «Karolcia na wakacjach» («Карольча на каникулах»).
В 1995 году по книге был снят одноимённый телефильм. В 2001 году режиссёр Йовита Гондек предприняла попытку ещё одной киноадаптации книги, к 2008 году было снято около 80 % фильма, но он так и не был завершен.